# Umemura Haruki
Umemura Haruki (梅村 晴貴 Umemura Haruki, sinh ngày 14 tháng 5 năm 1995 ở Shizuoka) là một cầu thủ bóng đá người Nhật Bản. Anh thi đấu cho FC Maruyasu Okazaki.

## Sự nghiệp thi đấu
Umemura Haruki gia nhập Kataller Toyama năm 2014. Vào tháng 7 năm 2015, anh chuyển đến Maruyasu Okazaki. Năm 2016, anh trở lại Kataller Toyama.

## Thống kê câu lạc bộ
Cập nhật đến ngày 23 tháng 2 năm 2018.
| Thành tích câu lạc bộ | Thành tích câu lạc bộ | Thành tích câu lạc bộ | Giải vô địch | Giải vô địch | Cúp                   | Cúp                   | Tổng cộng | Tổng cộng |
| Mùa giải              | Câu lạc bộ            | Giải vô địch          | Số trận      | Bàn thắng    | Số trận               | Bàn thắng             | Số trận   | Bàn thắng |
| Nhật Bản              | Nhật Bản              | Nhật Bản              | Giải vô địch | Giải vô địch | Cúp Hoàng đế Nhật Bản | Cúp Hoàng đế Nhật Bản | Tổng cộng | Tổng cộng |
| --------------------- | --------------------- | --------------------- | ------------ | ------------ | --------------------- | --------------------- | --------- | --------- |
| 2014                  | Kataller Toyama       | J2 League             | 0            | 0            | 1                     | 0                     | 0         | 0         |
| 2015                  | Kataller Toyama       | J3 League             | 0            | 0            | –                     | –                     | 0         | 0         |
| 2015                  | FC Maruyasu Okazaki   | JFL                   | 9            | 0            | 1                     | 0                     | 10        | 0         |
| 2016                  | Kataller Toyama       | J3 League             | 0            | 0            | 0                     | 0                     | 0         | 0         |
| 2017                  | Kataller Toyama       | J3 League             | 0            | 0            | 0                     | 0                     | 0         | 0         |
| Tổng                  | Tổng                  | Tổng                  | 9            | 0            | 2                     | 0                     | 11        | 0         |